# Vilanova i la Geltrú (kommun)
Vilanova i la Geltrú är en kommun i Spanien. Den är belägen i provinsen Província de Barcelona och regionen Katalonien, i den östra delen av landet, 500 km öster om huvudstaden Madrid. Antalet invånare är 66 591. Arean är 34 kvadratkilometer. Vilanova i la Geltrú gränsar till Canyelles, Sant Pere de Ribes, Cubelles och Castellet i la Gornal. 
Terrängen i Vilanova i la Geltrú är platt åt sydost, men åt nordväst är den kuperad.
Vilanova är känd för sina vidsträckta sandstränder med många restauranger och turister. De har även en stor restaurang gata vid namn Passeig del Carme där det serveras mycket tapas och angränsar till Vilanovas hamn. Denna gata är känd för sina fotbollsmatcher och alla restauranger är alltid fulla vid en viktigt fotbollsmatch. 